# Mapleton (Kansas)
Pour les articles homonymes, voir Mapleton.
Mapleton est une municipalité américaine située dans le comté de Bourbon au Kansas.

## Géographie
Mapleton est située dans le sud-est du Kansas.
La municipalité s'étend alors sur une superficie de 0,5 mille carré (1,29 km2).

## Histoire
La localité est fondée en 1857 et porte un temps le nom d'Eldora, en l'honneur de la femme de l'un de ses fondateurs. Elle est renommée Mapleton en 1861 en référence aux nombreux érables (maples) de la région, occupant notamment les rives des cours d'eau alentour. Le bureau de poste du bourg porte quant à lui le nom de Mapleton depuis son ouverture en 1857.

## Démographie
Lors du recensement de 2010, sa population est de 84 habitants.